# Arxiu Família Vila-Torn de Tagamanent

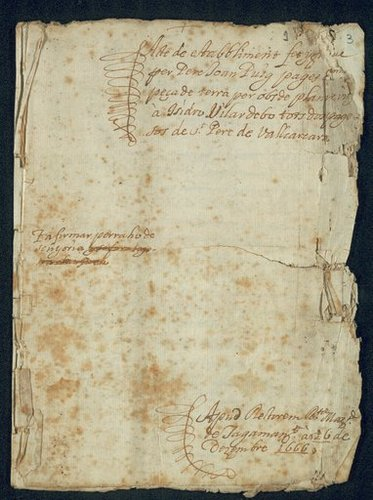
Establiment a Rabassa Morta any 1666

L'Arxiu Família Vila-Torn de Tagamanent és un fons patrimonial familiar que rau a l'històric vilatge de les Casetes del Congost a Santa Eugènia del Congost, al municipi de Tagamanent (Vallès Oriental, Catalunya).

## Descripció
Es tracta d'un fons documental notarial, eclesiàstic i de feines del camp en paper original i suport digital, de l'heretatge agrari dels masos can Pere Torn del Serrat, cal Petit (Tagamanent) i la Casa Nova de can Pere Torn, de la Família Vila-Torn de l'antiga parròquia de Santa Maria de Tagamanent, que abasten els segles xvii a XXI.

## Història
L'origen del fons documental és l'alou del comte de Centelles al paratge i casa anomenada Pla de la Perera, a la Vall del Congost a Tagamanent.
Una data important fou la de l'any 1599 quan un privilegi reial de Felip II d'Aragó i Catalunya, n'autoritzà l'exportació de vi de collita pròpia. Aquesta cessió marcà l'inici d'un important impuls econòmic que girà entorn del conreu de la vinya i l'obertura de nous mercats per a aquest producte.
Coincidint amb aquesta data s'inicia el fons documental de l'alou on va haver-hi en el decurs dels anys diverses famílies tagamanentines dedicades al conreu de la vinya,
- Mas Iglésies. Establiment a rabassa morta, any 1599
- Mas Puig. Establiment a rabassa morta, any 1666
- Mas Can Pere Torn del Serrat. Establiment a rabassa morta, any 1680

Es produïen una mitjana de tres-centes càrregues de vi anuals a tota la Vall del Congost, per tant el pes econòmic d'aquest cultiu era molt important per a tots els masos de Tagamanent.
Un altre fet important fou quan al segle xix s'estroncà el conreu de la vinya per la fil·loxera arribada d'Amèrica del Nord a terres catalanes i europees en general, cosa que provocà l'abandonament total dels cultius el primer quart de segle xx.
Aquest arxiu de complement és propietat de la Família Vila-Torn-Guillot de Tagamanent, tot i que existeix una còpia digital dipositada a l'Arxiu Nacional de Catalunya i una altra a l'Arxiu Comarcal del Vallès Oriental. L'any 2003 es van digitalitzar i descriure a l'Arxiu Nacional de Catalunya 38 documents en paper que abasten el període 1666-1922; posteriorment se n'han anat afegint nous documents fins als 45 actuals, tanmateix el primer document de l'Arxiu està en condicions deficients de conservació, tot i així s'ha pogut escatir que és el primer establiment a Rabassa Morta del Mas Iglésies o Esglésies de Sant Pere de Valldaneu (1599). El fons documental consta de 45 manuscrits redactats en llengua catalana i llatina (1599-1855) i castellana i catalana (1856-1992).

## El Tractament i digitalització del Fons Patrimonial Família Vila (Tagamanent)
L'Arxiu Nacional de Catalunya conscient de la importància dels fons de caràcter patrimonial i familiar que es troben en mans particulars, manté una línia d'actuació que consisteix en la descripció i reproducció de documentació externa d'interès per a la història de Catalunya. Dins d'aquest context enguany s'han finalitzat les tasques de restauració, descripció i digitalització del fons de complement: Família Vila de Tagamanent (Vallès Oriental). En virtud de l'acord de reprografia subscrit el 12 de febrer de 2003 entre l'ANC i en Josep Àngel Vila, propietari del fons Família Vila, els tècnics de l'ANC han realitzat la descripció, i digitalització de la documentació de l'esmentat fons, integrat per 38 documents en paper que abasten el període comprès entre el 1666 i el 1922. La informació documental es refereix, fonamentalment a les propietats de la família Vila a Tagamanent, especialment al mas d'En Torn, que es tenia en alou pel comte de Centelles. Diversos enllaços matrimonials portarien els Vila, pagesos benestants de la parròquia de Santa Maria de Tagamanent, al Vallès Oriental, a la possessió de l'esmentat patrimoni. El fons es complementa amb els testaments i capítols matrimonials d'alguns membres de la família. El certificat de defunció de Casilda Roger i Millàs, el 1922, clou l'inventari.
.